# 方达律师事务所
方达律师事务所是一家中国的律师事务所，属于红圈所之一，总部在上海，另外在北京、广州、深圳、香港开有分所。
方达成立于1993年，最初有6个合伙人。

方达在2012年开设了香港办公室，请来了富而德律师事务所的诉讼业务合伙人Peter Yuen。